# Nepiesta robusta
Nepiesta robusta là một loài tò vò trong họ Ichneumonidae.